# San Egidio (título cardenalicio)
San Egidio en Trastevere es un título cardenalicio de la Iglesia Católica. Fue instituido por el papa Francisco con la constitución apostólica Quae ex antiquissimo publicada el 5 de octubre de 2019.

## Titulares
- Matteo María Zuppi (5 de octubre de 2019-actual)[1]